# Alfred Amsler
Alfred Jakob Amsler (* 3. Juli 1857 in Schaffhausen; † 2. April 1940 ebenda) war ein Schweizer Ingenieur und Betriebsleiter der Maschinenfabrik Alfred J. Amsler.

## Leben
Sein Vater war Jakob Amsler-Laffon. Nach der Schulzeit in Schaffhausen studierte Amsler Mathematik und Physik an der Universitäten Basel und Berlin sowie an der Technischen Hochschule Dresden. 1880 wurde er in Basel promoviert. Er trat 1885 in den väterlichen Betrieb ein, wo er hydraulische Materialprüfmaschinen, Regelgeräte und Messgeräte für statische und dynamische Belastungen entwickelte. 1914 rüstete Amsler einen Dynamometerwagen der SBB mit Instrumenten aus, der 1930 mit Einrichtungen zur Gleismessung ergänzt wurde. 1919 erhielt Alfred Amsler die Ehrendoktorwürde der ETH Zürich.